# Chitone

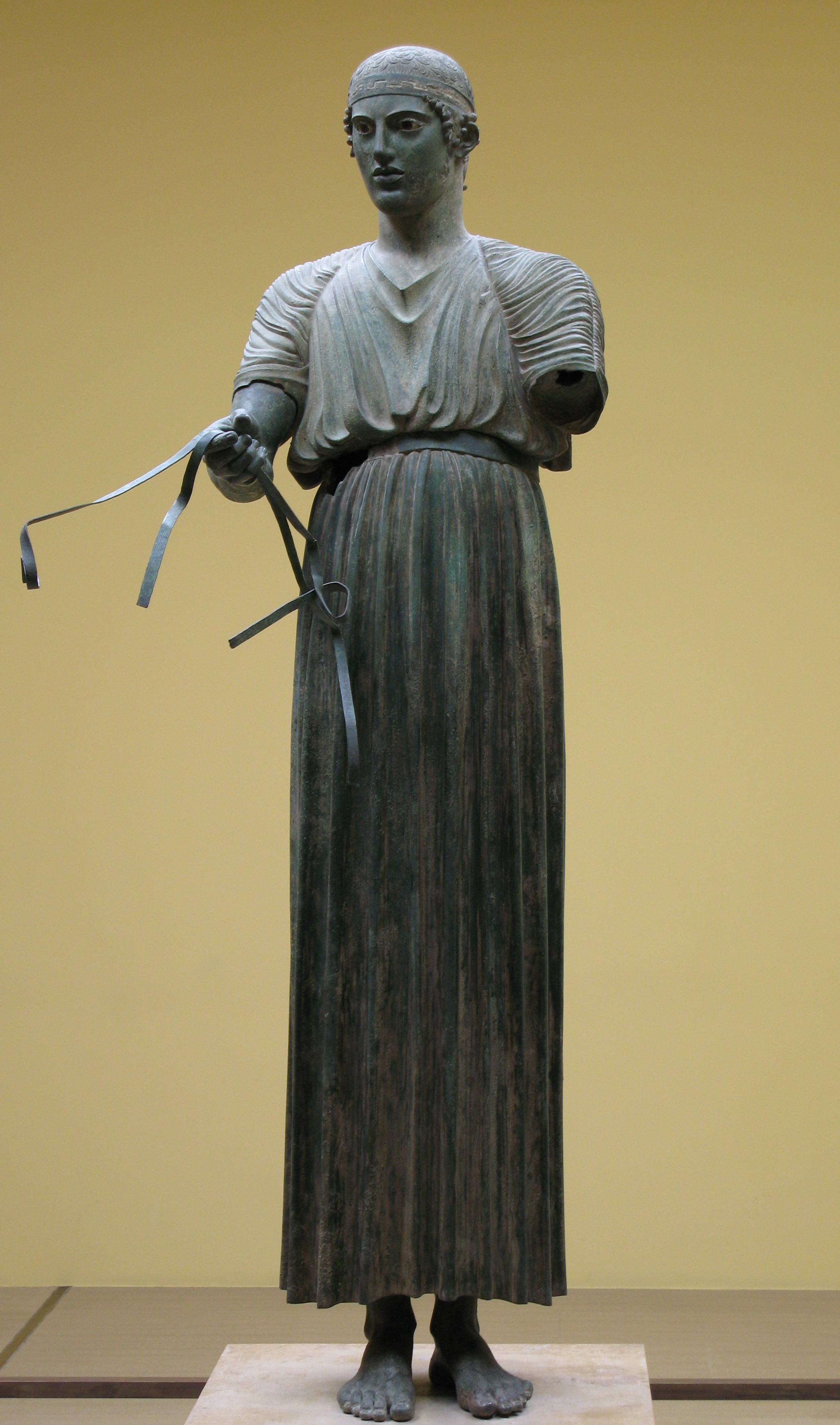
L'auriga di Delfi con addosso un lungo chitone ionico

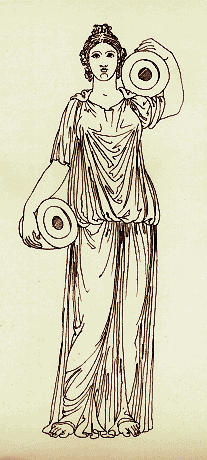
Donna con chitone ionico

Il chitone (dal greco antico χιτών, chitṑn) era l'abito impiegato comunemente nell'antica Grecia, una tunica di stoffa leggera chiusa da una cucitura. Si differenziava dal peplo che era invece chiuso sulle spalle da una fibbia.

## Etimologia
La parola chitone (χιτών, chitṑn) appare già nell'Iliade di Omero. La parola greca è di probabile origine semitica (centrale o nord-occidentale) e affine all'ebraico kětōnet, tunica. Il termine semitico alla base del greco khitōn era a sua volta un adattamento dell'accadico kitû, che indicava il lino o un tessuto costituito da questa fibra. La parola accadica a sua volta traeva origine dal sumero gada (o gida). La denominazione latina di tunica sembra invece essere stata presa dalla parola fenicia di pari significato.

## Utilizzo
Fu interpretato in modo diverso dai Dori e dagli Ioni, due delle popolazioni dell'antica Grecia. 
Il chitone dorico era più corto, semplice e senza maniche, costituito da un unico rettangolo di stoffa in lana o lino. Poteva essere appoggiato semplicemente sul corpo o indossato con una parziale sovrapposizione sulle spalle, disposizione questa più comune per le donne. Per chiuderlo si poteva ricorrere alla cucitura laterale, a fibbie o bottoni in modo da formare un drappeggio.
Il chitone ionico richiedeva un pezzo di stoffa di lino o lana molto più lungo, e veniva tenuto insieme da cuciture o fermato con piccoli spilli lungo tutto il corpo. All'altezza della vita l'eccesso di stoffa era fermato dallo zoster, una cintura che determinava un drappeggio che poteva anche originare due ampie svasate maniche; in epoca successiva un'ulteriore sottile ed elegante fettuccia veniva posta, a vista, sotto il seno. Poteva appoggiare su entrambe le spalle oppure solo sulla spalla sinistra, lasciando quindi libera la destra, soluzione preferita da coloro che svolgevano mansioni manuali.
Per ripararsi dal freddo, al di sopra del chitone si poteva indossare un mantello corto (clamide) o lungo (himation).

## Chitoniskos
A volte gli uomini greci indossavano una versione corta detta chitoniskos. Nei vasi greci gli uomini sono rappresentati con il chitoniskos quando sono impegnati nelle attività agricole e nella caccia, oppure lo indossavano sotto l'armatura nelle battaglie.
Al di sopra del chitonoskos poteva anche essere indossato un normale chitone in versione lunga.